# Жубровичі
Жу́бровичі — село в Україні, в Олевській міській територіальній громаді Коростенського району Житомирської області. Чисельність населення становить 2 327 (2001).

## Загальні відомості
Село Жубровичі знаходиться за 5 км від центральної «варшавської траси» М07 Київ—Ковель. Центральна вулиця у селі — вул. Михайла Грушевського.

## Населення
Згідно з переписом УРСР 1989 року чисельність наявного населення села становила 2719 осіб, з яких 1348 чоловіків та 1371 жінка.
За переписом населення України 2001 року в селі мешкало 2535 осіб. Станом на 01.01.2022 р. — 2096 осіб.

### Мова
Розподіл населення за рідною мовою за даними перепису 2001 року:
| Мова       | Відсоток |
| ---------- | -------- |
| українська | 99,53 %  |
| російська  | 0,35 %   |
| білоруська | 0,04 %   |

## Історія
Згадується у 1545 році як власність Києво-Печерського монастиря.
У 1906 році — село Білокуровицької волості Овруцького повіту Волинської губернії. Відстань від повітового міста 85 верст, від волості 10. Дворів 147, мешканців 943.
5 листопада 1921 р. під час Листопадового рейду через Жубровичі проходила Волинська група (командувач — Юрій Тютюнник) Армії Української Народної Республіки. Біля села відбулося зіткнення з ротою піхоти та ескадроном кінноти московських військ, яке закінчилось перемогою Волинської групи. До полону потрапило 30 московських бійців з крісами, а у Жубровичах захоплено склад харчових продуктів, відібраних у народу окупантами. У селі було сформовано добровільну ударну частину Івана Ремболовича.
Під час організованого радянською владою Голодомору 1932—1933 років померло щонайменше 4 жителі села.
До 11 серпня 2016 року — адміністративний центр Жубровицької сільської ради Олевського району Житомирської області.

## Відомі люди
- Ткачук Ольга Семенівна (1913—1983) — українська письменниця і журналістка.